# Nelleke Zitman
Nelleke Zitman (Delft, 19 december 1958) is een Nederlands actrice. Ze werd bij het grote publiek bekend door haar rol als verslaggeefster Marlies Moerman in de dramaserie Coverstory van de NCRV. Voor die omroep presenteerde ze ook het programma Taxi. Verder speelde Nelleke Zitman de rol van apotheker Stella Hanszen in de tv serie Dokter Tinus.

## Biografie
Als kind verhuisde Zitman van Delft naar Enschede. Haar vader, journalist Jan Zitman, kreeg daar een baan op de kunstredactie van dagblad Tubantia. 
In 1984 studeerde Zitman af aan de Toneelacademie Maastricht. Daarna speelde ze in de KRO-serie De Appelgaard (1986) en was ze op het toneel te zien. Na haar rol in Coverstory, maakte Zitman samen met Wilke Durand voor de NCRV de kinderserie Willie en Nellie. 
Zitman werkt momenteel als artistiek leidster van Theaterschool De Trap in Amsterdam.
Zitman is de moeder van acteur Hunter Bussemaker en dochter Sammie. Ze is getrouwd met acteur en regisseur Erik van ’t Wout.